# Ignacio Torres Adalid
Ignacio Torres Adalid (Ciudad de México, México, 10 de octubre de 1835 - La Habana, Cuba, 23 de septiembre de 1914), más conocido como “El Rey del Pulque”, fue un aristócrata mexicano, de los grandes impulsores del negocio pulquero en el centro de México. Fue contemporáneo y amigo de Porfirio Díaz, de “Los Científicos” y de Olegario Molina, quien incremento su fortuna gracias al agave henequenero. Torres Adalid hizo la suya gracias al maguey (Agave atrovirens). Sus conocidos lo describieron como un hombre de baja estatura, de muy mal carácter y marcado desde la niñez por los signos de la poliomielitis. Con su filosofía firme de que "el que persevera alcanza”, se vio envuelto en la política en varias ocasiones para defender la industria pulquera. Al final de su vida, buscó regresarle un poco a toda la gente que lo ayudó a luchar por su sueño. Fue por esto que creó la Fundación Torres Adalid, fundación que llevó su nombre.

## Familia
Ignacio Torres Adalid fue un miembro de la noble y muy ilustre casa de Torres de donde provienen los primeros reyes de Navarra, Pamplona y Sobrarbe de la Dinastía Arista-Iñiga con el mismo origen que la familia Real francesa, teniendo como tronco a Seleuco I Nicator Rey de Siria y Babilonia, atravesando a lo largo del tiempo con destacados personajes como Reyes de Pergamo, Galatia,Anatolia, algunos Senadores del imperio romano, y reyes Francos como Marcomir, y Roberto III de Hesbaye. 
Fue Hijo de Don Agustín Torres-Torija Y Guzmán (1790-1840) y su esposa Doña Josefa Adalid y Gómez de Pedroso (1806-1869). Él era un Hidalgo (Noble sin Título) que eligió ser abogado de profesión y ella una noble, acaudalada y joven heredera de la hacienda de Ometusco en Otumba, Estado de México. 
El matrimonio tuvo 5 hijos, los cuales nacieron en la época de Santa Anna. La mayor de los hijos fue María de los Dolores, quien de adulta optó por la vida religiosa. Después le siguieron 4 hombres: Javier, Ignacio, José y Agustín, quien falleció joven. Javier fue el único de los hermanos que obtuvo un título de licenciado mientras que Ignacio no realizó estudios profesionales, al Igual que su hermano José Torres Adalid 

### Matrimonio
Salvo Agustín, todos los hermanos Torres Adalid se casaron con distinguidas mujeres del estamento aristocrático; Ignacio lo hizo a los 44 años con Juana Rivas Mercado hermana de Antonio Rivas Mercado, constructor del teatro Juárez de Guanajuato, de la columna de la Independencia y de muchas casas en la Ciudad de México, incluida la de ellos, en Avenida Juárez, frente a la Alameda Central. No tuvieron descendencia, pero criaron como hija a su ahijada Ana María Álvarez de Toledo Navarro. 
Doña Juana murió en 1899 tras una caída de cinco metros dejando a su esposo como su heredero universal.

## Primeros años de vida
Desde niño Ignacio fue víctima de un mal en las piernas para el cual la medicina de entonces no tuvo explicación; los adelantos más tarde dirán que fue poliomielitis. Debido a esta enfermedad Ignacio tenía una pierna más delgada y corta que la otra. Por eso usó muletas toda su vida, ya que cojeaba al caminar.
Antes de que María Dolores cumpliera los 10 años de edad, falleció el padre de la familia Torres Adalid. La viuda Josefa Adalid nunca se volvió a casar, se dedicó a educar a sus hijos en la Ciudad de México y a explotar las haciendas pulqueras.
Durante años la familia estuvo supeditada a los vaivenes de la política mexicana. Cuando el gobierno se veía en la necesidad de dinero, acudía a pedir préstamos a esta familia como a otros ricos del país; así como al aumento de impuestos especialmente al pulque.

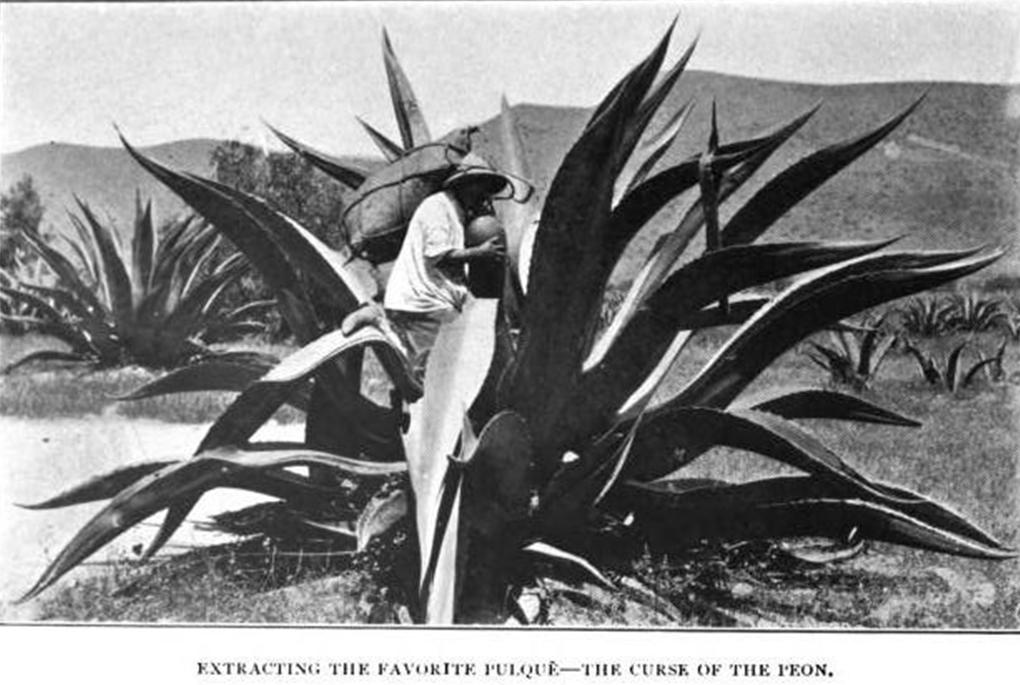
Extracción de pulque en los Llanos de Apan, México

## Industria pulquera
Al morir Josefa Adalid de Torres se prosiguió al reparto de sus bienes según su testamento. En 1860 José tuvo que vender algunos bienes para liquidar unas deudas, situación que aprovechó Ignacio para quedarse con la parte de la hacienda de Ometusco que le había tocado a su hermano. De esta manera Ignacio empezó a formar un gran emporio pulquero.
Al poco tiempo Ignacio convirtió a San Antonio Ometusco en una de las haciendas más ricas e importantes de la región. Después, junto con su esposa, compraron la hacienda San Juan Ayahualulco y La Presa, en los Llanos de Apan, en el estado de Hidalgo. Ya viudo siguió aumentando su emporio. Primero, con la compra de la hacienda de nuestra Señora de Guadalupe de Tepac, también en los Llanos de Apan, y por último adquirió la célebre hacienda San Bartolomé del Monte y Anexas junto con todos sus ranchos, en Tlaxcala. 
A finales del siglo XIX Torres Adalid albergaba cerca de 1800 personas en sus haciendas. A las cuales les ofrecía trabajo y una tienda surtida para sus necesidades básicas.
Torres Adalid dedicó la mayor parte de su tiempo a sembrar magueyes y modernizar la industria. Introdujo maquinaria moderna y de riego en sus haciendas para aumentar la productividad.  Una vez logrado esto maduró la idea de explotar con un monopolio el mercado de pulque más importante: el Distrito Federal, hoy Ciudad de México.
La época de mayor prosperidad para el maguey fue durante el porfiriato, gracias a la aparición del ferrocarril, entre otras cosas. La industria del pulque ya era exitosa pues el pulque era una bebida popular en todas las clases sociales. Ahora con el ferrocarril lograron expandir el mercado al tener un transporte más eficiente.
Posteriormente vino una crisis con la Revolución. Una de las cosas que afectaron a esta industria fue la campaña antialcohólica de Madero. Parecía una guerra a muerte contra el pulque; buscaban que todas las pulquerías en el Distrito Federal cerraran a las 6 de la tarde y aumentar el impuesto de la bebida un 33%. La Compañía Expendedora de Pulques, S.C.L no se quedó con los brazos cruzados e informó de todos los productos y logros de esta industria al presidente. Le explicaron a Madero que del maguey también se obtienen alcohol, mieles y medicamentos. De cualquier forma al gobierno tampoco le convenía acabar con esta industria, ya que sus finanzas dependían en gran parte de estos impuestos. Por lo cual esta guerra resultó fallida. Sin embargo la Revolución trajo otro problemas: transportaban al ejército en los mismos trenes que el pulque, reclutaban a sus peones para fortalecer al ejército, etc.
En ese tiempo la mayoría de los hacendados pulqueros vivían en sus domicilios en la Ciudad de México sin perder el control y vigilancia de sus negocios. Esto se debe en gran parte por la oleada de asaltos que azotó en esos años al campo. Los hacendados tenían un estilo de vida similar a la aristocracia europea. 
Torres Adalid, Pablo Macedo y Fernando Pimentel fueron pilares fundamentales de esta industria durante el porfiriato, maderismo y huertismo. Después de exiliarse, algunos fallecieron antes de ver el declive de este negocio. Aparte de los ataques políticos, este negocio falló al no encontrar la ansiada fórmula para conservar el pulque en botellas.
Después de varias décadas de pobreza, la zona de los Llanos de Apan, sede de la mayoría de las haciendas pulqueras resucitó con la Constructora Nacional de Carros de Ferrocarril, Dina y Toyota.

## Vida política
A lo largo del siglo XIX los hermanos Torres Adalid se vincularon con todos los gobiernos que llegaron al poder. Apoyaron tanto a conservadores como a liberales confiando en que se respetarían sus intereses. Fueron fervientes partidarios de imperio de Maximiliano, con lo que obtuvieron recompensas. Una de estas fue que en 1836 Maximiliano,  concedió la Orden Imperial Mexicana a Ignacio. Aunque Lerdo y Juárez los hubieran querido castigar por su simpatía al imperio, los hermanos no sufrieron ninguna represalia gracias a la importancia del pulque en ese tiempo.
En los inicios de su vida política Ignacio no corrió con la misma suerte que su hermano Javier, quien fue elegido diputado federal por un distrito del estado de México. En 1873 en el Distrito de Apan triunfó la fórmula para diputados federales de Isidoro Montiel y Duarte e Ignacio Torres Adalid; a pesar de que nadie quería a Ignacio. Este tropiezo fue transitorio ya que en los años siguientes Torres Adalid llegó a la Cámara de Diputados.
A partir de 1886 y hasta el fin del porfiriato ninguno de los hermanos figuró en la vida política, sin que eso significara que quedaron excluidos de los círculos de poder. Después de la caída de Porfirio Díaz, Ignacio entró nuevamente en la política a causa de la Revolución, ya que esta afectó a la industria pulquera. El ambiente que se vivía era de incertidumbre. Los trabajadores de varias haciendas estallaron diferentes huelgas exigiendo aumento de salarios y disminución de tareas. Esto, más todos los actos vandálicos que se vivían en las haciendas llevó a la pérdida de varias cosechas. Fue entonces cuando Ignacio junto con otros hacendados crearon la Liga de Agricultores de Tlaxcala. La Liga no fue su único acercamiento a la política; Ignacio también era miembro del consejo de administración de la Compañía Expendedora de Pulques. 
Torres Adalid llegó al Congreso de la Unión impulsado por la Liga de Agricultores. Esta llegada al Senado fue difícil, ya que el gobernador Antonio Hidalgo se oponía. Fue elegido en 1912 y no pudo tomar el cargo hasta 1913 cuando Victoriano Huerta gobernaba el país. Una vez en el Senado, Torres Adalid y los demás hacendados buscaron desprestigiar al entonces gobernador de Tlaxcala. Este intento falló, pero los hacendados no se desanimaron para seguir defendiendo sus intereses. El sucesor de Antonio Hidalgo fue Agustín Sánchez, quien tenía todo el apoyo de la Liga.
La estancia de Torres Adalid en el Senado fue muy corta. Cuando apenas llevaba un mes y 20 días Ignacio pidió una licencia por tiempo ilimitado sin goce de sueldo. Se desconoce la razón exacta por la que se alejó del Senado, él lo aludió a sus asuntos personales. En noviembre del mismo año, fue reelecto Senador de la República. En la segunda ocasión tampoco jugó un papel muy importante ya que por sus viajes y mala salud tuvo que pedir licencia a los 2 días. 
Todos los hacendados pulqueros temían por sus intereses durante la Revolución. Es por esto que ninguno estaba a favor de los revolucionarios y en cambio tenían la esperanza de que Huerta recuperara el orden en el país. A Torres Adalid le tocó sufrir amenazas por las huestes revolucionarias, tanto que pidió protección al gobernador del Estado de México para su hacienda Ometusco.
Durante el huertismo se consumó el ascenso de los hacendados de Tlaxcala a la política nacional. A partir del 20 de julio de 1914 Victoriano Huerta dispuso el descanso dominical obligatorio en todo comercio capitalino, fábrica, fonda, etcétera. Los pulqueros fueron unos de los mayores opositores de esta medida. Para ellos el domingo era el día de mayores ventas; vendían alrededor de $7,000. Abogaron que el pulque era un artículo de primera necesidad para que se les eximiera de dicha medida. También argumentaban que tenían contratos firmados para la adquisición diaria del pulque y que aparte no podían almacenarlo. La Compañía Expendedora de Pulques encabezada por Pablo Macedo no logró su cometido. Aparte de este golpe bajo, Aureliano Urrutia, secretario de Gobernación, anunció la clausura de diversos casinos y clubes.

## La Liga de Agricultores de Tlaxcala
Este organismo encabezado por Ignacio Torres Adalid como presidente reunió en 1912, a 200 hacendados en Apizaco, Tlaxcala. Todos ellos crearon esta Liga con el fin de eliminar la competencia por la mano de obra entre sus socios y limpiar el gobierno local de funcionarios maderistas y poder apoderase de los puestos clave.
Torres Adalid fue quién definió los lineamientos que seguiría esta Liga: protección de los socios, defensa legítima de sus intereses, mejoramiento material de la clase trabajadora, concientizar a la población para que llegado el momento escogieran a candidatos que garantizaran el bienestar en Tlaxcala. 
Ignacio estaba convencido de que la tierra era un buen elemento pero que ésta no se bastaba por sí sola. Hace falta un buen jornalero y materiales para que la trabaje. Por esto también elaboró un plan para mejorar las condiciones de los jornaleros. Él proponía seleccionar a los peones que se distinguieran por su voluntad y moralidad para trabajar y firmar convenios para trabajarlas a medias. Sin embargo este plan nunca se llevó a cabo. 
Ignacio siempre insistió en que la Liga no era un partido político, sino una sociedad de agricultores involucrados en forma desinteresada en la política. La Liga tenía fricciones con Antonio Hidalgo, el entonces gobernador de Tlaxcala por el malestar que se vivía en el campo. Previendo el ejemplo en Tlaxcala Ignacio Torres Adalid, Joaquín Adalid, José Luis Requena, entre otros crearon una organización similar a la Liga en Hidalgo. La Agrupación de Agricultores del Estado de Hidalgo le expresó al pueblo la necesidad de intervenir en la elección de los gobernantes para evitar que los partidos políticos monopolizaran los cargos. Su interés en el gobierno se debió a que en ese momento estaban inmersos en la lucha revolucionaria y necesitaban el apoyo de las autoridades. 
El papel de Ignacio Torres Adalid en estas agrupaciones es lo le dio el apodo de “El Rey del Pulque”.

## Exilio y muerte
El 15 de julio de 1914 Huerta renunció a la Presidencia de la República y Venustiano Carranza decretó el triunfo de la Revolución. Torres Adalid se dio cuenta de que el bando político por el que luchaba no tenía futuro y decidió exiliarse en La Habana. 
Como su sobrino Javier estaba de viaje, dejó sus negocios en manos de su cuñado Juan S. Rivas Mercado. 
Torres Adalid buscó refugio en el hotel Campoamor, ubicado en la bahía de Cojímar. Ahí se encontró al abogado Ignacio Bravo Betancourt, uno de sus mejores amigos. También durante este tiempo pudo ayudar a sus sobrinos Javier y María Torres Rivas, quienes atravesaban por una crisis económica. A los dos meses de iniciar su exilio y después de un reñido juego de ajedrez con su amigo Bravo Betancourt, Torres Adalid se resbaló y se rompió el fémur. Tuvo que ser encamado y le sobrevino una fuerte pulmonía. El 23 de septiembre de 1914, a los 78 años de edad se puso muy grave y falleció. Fue sepultado en el cementerio de Colón, en La Habana. Posteriormente su sobrino Javier Torres Rivas trajo su cadáver a la Ciudad de México y lo sepultó en el Panteón Francés de la Piedad junto con los restos de su esposa.
Javier fue el encargado de recuperar las propiedades incautadas durante la Revolución. Esto lo logró gracias a que nunca buscó perjudicar a Carranza ni a sus aliados. Cumplir con la voluntad de su tío le llevó alrededor de 2 años y medio, para lo cual enfrentó varias dificultades. En 1914 volvieron a incautar las haciendas en Tlaxcala. Buscaban que las haciendas siguieran funcionando para solventar todos los gastos del gobierno. De esta forma castigarían a los socios de la Compañía Expendedora de Pulques por su vinculación al Partido Católico, a “Los Científicos” y a la contrarrevolución. En 1916 la situación se normalizó y recuperaron las haciendas aunque el negocio pulquero jamás volvió a tener su antiguo esplendor.   

## Fundación Ignacio Torres Adalid
A finales de 1913, cuando Huerta llevaba 10 meses en el poder, todo en el gobierno se tambaleaba. Había confusión y miedo por los movimientos revolucionarios: el carrancismo y el zapatismo. Torres Adalid quien era consciente de todo esto optó por asegurar el destino de sus bienes. Mostró su gran humanismo y destinó el grueso de su fortuna a la atención de los pobres de la zona en la que estaban sus intereses, sin dejar, por ello, desprotegida a su ahijada. A Ana María, le dejó la cantidad de $300,000.00 en herencia y, mientras ella no cumpliera los 35 años, recibiría una pensión mensual de $1,500.00. Sus albaceas fueron su sobrino Javier, Manuel de Zamacona y Pedro Lascuráin Paredes.
Ayudado por amigos y abogados, redactó las bases de la Fundación Ignacio Torres Adalid y buscó su reconocimiento. En un principio él era el presidente, pero no tuvo ni mucho tiempo, ni fuerzas, para sacar adelante su obra benefactora. Le tocó a su sobrino Javier darle personalidad jurídica frente a Carranza y hacerla funcionar. 
El objetivo de la Fundación era aliviar los sufrimientos y necesidades de las personas menesterosas mediante las siguientes instituciones: La Casa de los Socorros, hospitales en Tlaxcala, escuelas de instrucción elemental cuidando la moral católica, pago de colegiaturas a condición de altas calificaciones, ministración de cantidades de dinero a familias necesitadas preferentemente católicas y otras obras de beneficencia. Para la parte de las colegiaturas, al gobernador le correspondería designar a los beneficiarios.
La Casa de los Socorros estaría dividida en 2 partes. Una destinada a proporcionar alimentos, medicinas y asistencia a los enfermos o inválidos. La otra sería un hospital para enfermos graves. 
Para lograr todo esto “El Rey del Pulque” dispuso la vente de diversos bienes, con la excepción de la hacienda San Bartolomé del Monte y el rancho El Astillero, pues consideraba que los productos obtenidos de estos, serían suficientes para sostener la fundación. Por la magnitud de sus recursos la fundación logró ser la cuarta en importancia. Sin embargo la inestabilidad que causó la Revolución, junto con el reparto de las haciendas, más la mala administración y robos de que fue objeto, llevaron a la Fundación a pérdidas considerables y luego a la ruina. Quizá lo más permanente fueron un asilo y un hospital.
Hoy en día existe una calle en la Colonia del Valle en la Ciudad de México destinada a honrar al benefactor Ignacio Torres Adalid.